# Sekundærrute 501
|  | Dublet Denne artikel handler om det samme som Aarhus Syd Motorvejen. (Diskutér artiklen) |

Sekundærrute 501 er en motorvejsstrækning ved Aarhus, der forløber fra ring 2 ved Viby N til Motorvejskryds Århus S, hvor den tilkobles motorvej E45 i et stort forbindelsesanlæg. Motorvejen har indtil videre kun 2 afkørsler ved Hasselager Øst og Hasselager Vest. Der er dog projekteret et tilslutningsanlæg ved Stavtrup, hvor Ormslevvejen krydser motorvejen. I de kommende år vil der i den østlige ende af sekundærrute 501 forestå et kæmpe udbygningsarbejde, da Aarhus Havn via en højklassesforbindelse skal forbindes med sekundærrute 501 ved Viby N.